# Chiesa dei Santi Pietro e Paolo (Pescaglia)

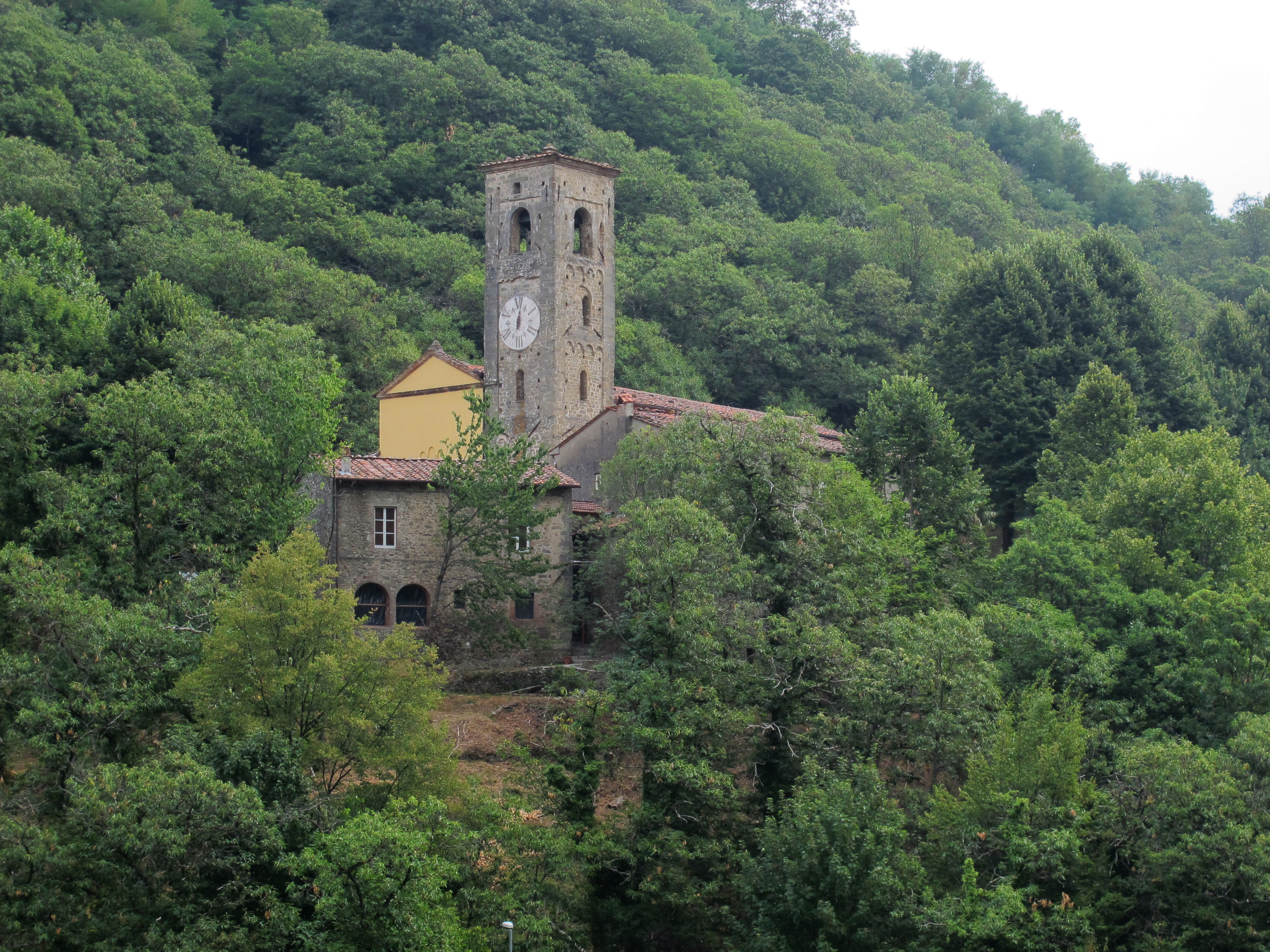
Veduta della chiesa dal terziere Il Poggio

La chiesa dei Santi Pietro e Paolo è la parrocchiale di Pescaglia, situata in località Fornastro nel terziere di Piazzanello.

## Storia e descrizione
Avamposto prima romano, contro i semper rebellantes Apuani, e poi della Repubblica di Lucca, Pescaglia fu dotata nel XVI secolo di chiese, palazzi ed opere fortificate contro i pericolosi vicini di Castiglione di Garfagnana. A quegli anni dovette risalire il restauro chiesa dei Santi Pietro e Paolo, ingrandita notevolmente nel 1673, con la navata sinistra aggiunta nel 1773 come ricorda una lapide murata sul retro della chiesa.
Più antico è il campanile, nel tipico stile romanico lucchese, che venne restaurato nel 1873. L'anno successivo i fonditori lucchesi Raffaello Magni e figlio Luigi realizzarono le due campane intonate in Mi3. Sui portali laterali si trovano rilievi scolpiti.